# 'Ndrina Cracolici
I Cracolici sono una 'ndrina calabrese di Maierato, Maida e Filogaso nel vibonese con ramificazioni a Novara e Milano.
Dall'operazione Conquista del 2017 e conseguente omonimo processo del 2018 ancora in corso si registrano degli scontri con i Bonavota per il dominio di Sant'Onofrio.

## Storia

### Anni 2010 - I problemi con i Bonavota
- Il 14 dicembre 2017 si conclude l'operazione Conquista che porta all'arresto di 14 persone accusati di associazione mafiosa, omicidio, danneggiamenti ed estorsione in relazione all'espansione dei Bonavota su Maierato ai danni dei Cracolici[2].

### Anni 2020
Il 7 novembre 2024 si conclude l'operazione Artemis che porta all'arresto di 59 persone persone accusate di associazione di tipo mafioso, porto abusivo d'armi, traffico di droga ecc. Il gruppo in questione si rivela essere costola dei Cracolici di Maierato, ma con base a Maida. Secondo gli inquirenti il gruppo ha sfruttato il vuoto di potere ,in seguito all'arresto degli Anello nel processo "Imponimento" , per espandersi ,tra la provincia di Reggio e Lamezia Terme, soprattutto nel settore dei narcotraffico e nel settore boschivo.

## Esponenti di spicco
- Raffaele Cracolici (? - 4 maggio 2004), che comandava a Maierato[1].
- Alfredo Cracolici (? - 8 febbraio 2002), che comandava a Filogaso[1].
- Antonino Cracolici, opera a Milano[1].
- Mimmo Cracolici (1971) , presunto boss della costola di Maida.[3] Secondo gli inquirenti, da quanto emerge dall' operazione Artemis , si rivela essere signore del narcotraffico nel lametino grazie a contatti sulla piana e a Rosarno.[4]